# Bet-at-home.com
bet-at-home.com AG è un'azienda operante nel settore del gioco d'azzardo e delle scommesse sportive, fondata nel 1999 da Jochen Dickinger e Franz Ömer. Nel 2004 bet-at-home.com è diventata una società per azioni e a dicembre dello stesso anno è entrata a far parte del listino della borsa di Francoforte. bet-at-home.com ha uffici in Germania, Austria, Malta e Gibilterra. La società detiene le licenze internazionali per le scommesse sportive online e le licenze per i giochi e il casinò online tramite bet-at-home.com Holding Ltd. con sede a Mosta, Malta. Dal 2009, bet-at-home.com fa parte del gruppo “BetClic Everest SAS”, un gruppo francese leader nel settore dei giochi online e delle scommesse sportive.
La società gestisce scommesse sportive e slots. A marzo 2025 l'intera gamma è disponibile in 3 lingue. Con 5,8 milioni di utenti registrati a dicembre 2024, bet-at-home.com AG, insieme alle sue filiali, è considerata una delle principali società di scommesse in Europa, in particolare nell'Europa orientale e nei paesi di lingua tedesca.

## Storia
bet-at-home.com è stata fondata a dicembre 1999 a Wels, nell'Austria Superiore, da Jochen Dickinger e Franz Ömer; la pubblicazione in rete del sito ufficiale risale a marzo 2000.
Fondata nel 1999 come limited company, a maggio 2004, a seguito di un aumento di capitale, bet-at-home.com ha cambiato la propria natura societaria diventando società per azioni. A dicembre dello stesso anno si è quindi quotata in borsa.
Gli anni seguenti hanno visto nuovi aumenti di capitale. Dal 2006 al 2009 la società ha controllato il 60% delle azioni di Racebets GmbH. bet-at-home.com è diventata parte del gruppo BetClic Everest SAS, una delle più importanti aziende del settore dei giochi online e delle scommesse sportive.
bet-at-home.com è quotata alla borsa di Francoforte, Xetra. In riferimento alla quotazione alla borsa di Francoforte, nel 2012 l'azienda è passata dal segmento Open Market al segmento Entry Standard (dati aggiornati a dicembre 2012).
Il 31 ottobre 2012 Jochen Dickinger, cofondatore e amministratore delegato dell'azienda si è dimesso ed è sostituito da Michael Quatember. Nell'agosto del 2013 viene lanciata la nuova piattaforma di gioco bet-at-home.com: è il secondo restyling da quando l'azienda è operativa. Nel dicembre 2013 è stata inaugurata la versione mobile del sito. Nel 2015 l'azienda ha ampliato ulteriormente l'offerta includendo le scommesse virtuali. La società è stata approvata per il mercato regolamentato sulla Borsa di Francoforte nel mese di Agosto 2016. L'ammissione al segmento "Prime Standard" è stato concesso. La società è stata anche quotata sull'SDAX tra febbraio 2017 e giugno 2018. 

Nel febbraio 2017 i giochi del casinò sono stati aggiunti al software del poker. A novembre 2017, il gruppo di prodotti "Giochi" è stato sostituito da "Vegas" ed è stata introdotta l'app del casinò. L'app per lo sport è stata introdotta nel giugno 2018. Nel settembre 2018, il fornitore di scommesse online ha ulteriormente ampliato la propria gamma di prodotti con il lancio del canale eSport.
Nel febbraio 2023, sulla piattaforma del noto provider EveryMatrix, è andato online il terzo rilancio del sito Internet.
Con effetto dal 21 febbraio 2022, il sig. Marco Falchetto è stato nominato membro del consiglio della bet-at-home.com AG. Franz Ömer e Michael Quatember hanno lasciato il proprio incarico all’interno del consiglio di amministrazione per propria scelta alla regolare scadenza, a fine febbraio 2022. Marco Falchetto si è dimesso dalla carica di membro del Consiglio di amministrazione con effetto dal 31 maggio 2025. Claus Retschitzegger è stato nominato suo successore dal Consiglio di sorveglianza.

## Struttura aziendale

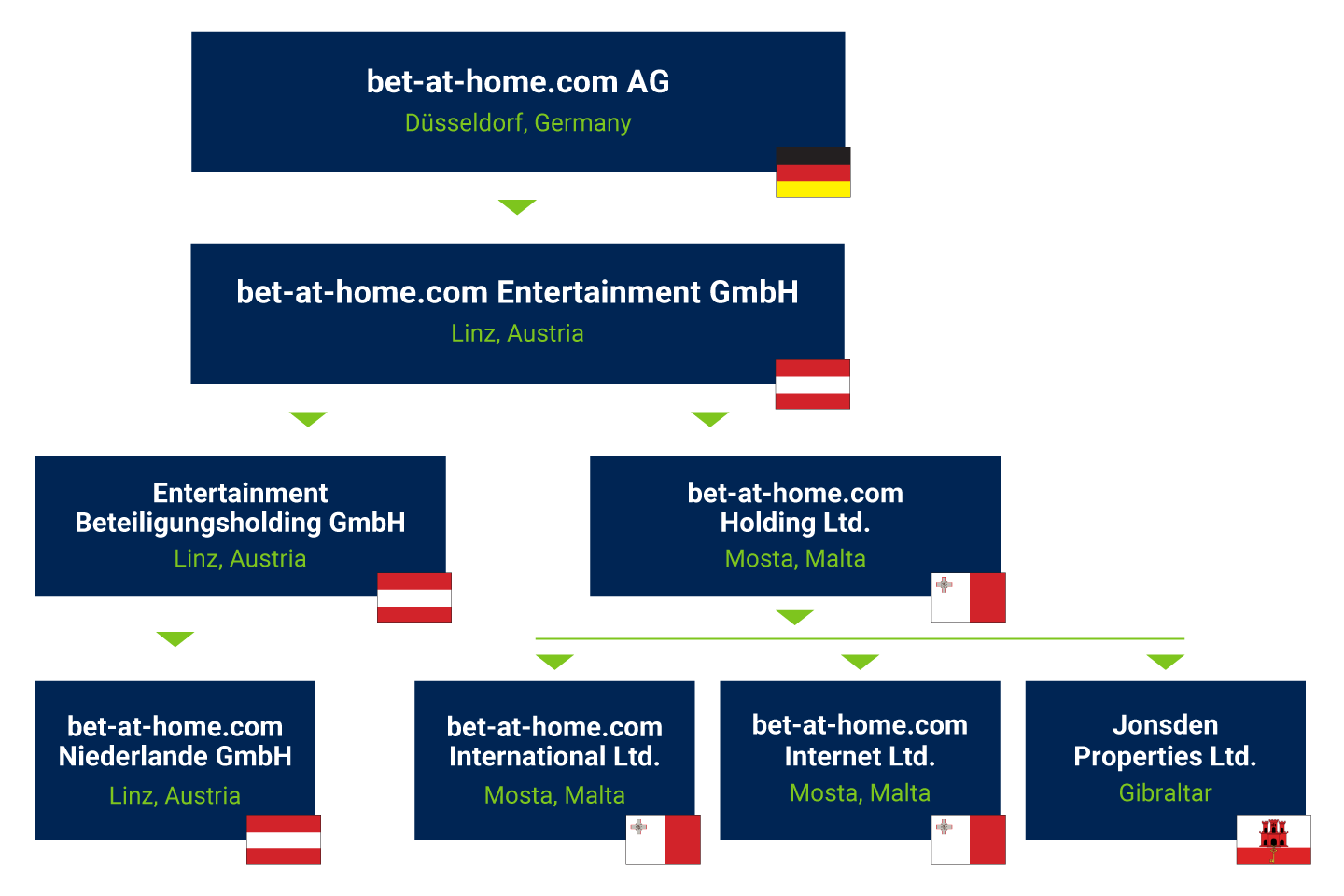
Struttura aziendale del Gruppo bet-at-home.com

bet-at-home.com ha sede a Düsseldorf, è la holding del gruppo e si occupa della quotazione delle azioni di bet-at-home.com. L'azienda detiene il 100% di bet-at-home.com Entertainment GmbH. Con sede a Linz, l'azienda fornisce numerosi servizi alle altre società del Gruppo, in particolare nei settori dell'informatica, delle finanze, della gestione dei clienti e dei servizi legali. Tramite bet-at-home.com Holding Ltd. con sede a Mosta, Malta l’azienda detiene licenze internazionali per scommesse sportive online e per giochi d'azzardo online per casinò e giochi.
Con la Betclic Everest Group SAS e la relativa partecipazione del 53,9%, l’azienda dispone di un azionista core stabile e a lungo termine. La Betclic Everest Group con sede a Parigi/Francia è un Gruppo europeo con partecipazioni a società di gaming online con sede in Francia. Partecipano in egual misura alla Betclic Ever-est Group SAS la Société des Bains de Mer (SBM) con sede a Monaco (ISIN: MC0000031187) e il LOV Group fondato da Stéphane Courbit con focus su società con crescita in aumento e deregolamenta-zione.
Il flottante ammontava al 46,1% delle azioni totali al 31 dicembre 2024. Nonostante l'azionista di riferimento, bet-at-home.com AG si considera una società pubblica con una base di azionisti ampiamente diversificata.
Nel novembre 2011, bet-at-home.com Internet Ltd. ha ricevuto dall'AAMS, l'Amministra-zione Autonoma dei Monopoli di Stato, la licenza per fornire intrattenimento online al mercato italiano. Questa licenza è stata revocata nel 2017. Nel 2012 il Ministro degli Interni per la regione Schleswig Holstein ha rilasciato all'azienda una licenza per la fornitura di servizi di scommesse sportive e casinò. Inoltre, nel 2014 il sito ha ricevuto una licenza dalla Gambling Commission che autorizza il provider a operare e offrire scommesse sportive e giochi per il casinò in Gran Bretagna. Questa licenza è stata revocata nel 2022.  Dal 1º agosto 2015 bet-at-home.com possiede anche una licenza per le scommesse sportive in Irlanda. Nel quarto trimestre del 2022, il Gruppo ha ricevuto una licenza per macchine virtua-li in Germania. La licenza per le scommesse sportive in Germania, scaduta alla fine del 2022, è sta-ta riemessa con validità fino alla fine del 2027.

## Sponsorizzazioni
- Calcio: Nel calcio l’azienda è stata presente come sponsor in diverse società. In Germania dal 2011 al 2021 come premium partner dell’FC Schalke 04[36] e dal 2015 fino 2018 come sponsor principale dell’Hertha BSC[37]. Nelle stagioni 2011/12 e 2012/13 il bookmaker ha inoltre supportato i club Borussia Mönchengladbach[38] e FC St. Pauli Club[39][40]. In Austria il bookmaker online è stato per anni sponsor dell’FK Austria Wien (2007-2021)[41]. Da luglio 2018 fino a luglio 2021 è stata partner dell’FC Red Bull Salzburg[42]. In passato, bet-at-home.com è stato partner delle squadre seguenti: SV Ried (2002 – 2018), FC Blau-Weiß Linz (2009-2013),[43][44] SCS bet-at-home.com (2006-2007),[45] Wisła Cracovia (2006-2007)[46] e RCD Mallorca (2010/11 e 2011/12).[47] Per quanto riguarda i tornei, è stato partner ufficiale dell'Audi Cup[48] 2019 a Monaco di Baviera e nel 2009 e nel 2010 bet-at-home.com è stato sponsor dell'Emirates Cup,[49] torneo di preparazione che si svolge a Londra. Tra il 2008 e il 2009 bet-at-home.com ha stretto una partnership con la Federazione Calcio Bulgara.[50]
- Tennis: Nel tennis bet-at-home.com è stata fin dall’inizio presente come sponsor: dal 2006 fino al 2020 l'azienda è stata partner del torneo femminile WTA di Linz[51]. È stato lo sponsor principale della Bet-at-home Cup di Kitzbühel dal 2011 al 2014[52][53]  e dal 2011 al 2015 al Bet-at-home Open ad Amburgo.[54]  Infine, l'azienda sostiene diverse associazioni nazionali, così come l'Associazione tennistica di Austria e Baviera.
- Pallamano: bet-at-home.com è sponsor ufficiale della EHF Champions League[55][56][57] dal 2009 al 2014, della Handball World Championships 2009,[58] dell'Handball EURO 2010[59] e Handball EURO 2012 in Serbia.[60] Inoltre, lavora in cooperazione con la squadra tedesca del SG Flensburg Handewitt[61] (che gioca in Bundesliga) e ha collaborato con il club ungherese MKB Veszprém.[62]  Anche l’ASOBAL, la prima divisione spagnola, è stata per molti anni uno dei partner di bet-at-home.com.[63][64] A livello internazionale, bet-at-home.com ha sponsorizzato la Federazione Pallamano della Repubblica Ceca e della Romania.
- Basket: Sponsorizzando il club della Bundesliga tedesca ALBA BERLINO nella stagione 2019/20, bet-at-home.com è stato presente per la prima volta anche nel basket.[65] Nelle stagioni 2020/21 e 2021/22 il fornitore di scommesse è stato socio nominale della bet-at-home Basketball Superliga.[66]
- Beach volley: nel 2019, la società è stata partner ufficiale sia dei campionati mondiali[67] di Amburgo sia del Major di Vienna.[68]
- Sport invernali: nella stagione 2019/20 della Coppa del Mondo di sci alpino, la società è stata sponsor degli eventi femminili a Garmisch-Partenkirchen.[69] Ai Campionati mondiali di slittino 2019, bet-at-home.com è stato uno dei quattro sponsor principali.[70] Nell’hockey su ghiaccio il bookmaker nelle stagioni 2020/21 e 2021/22 è stato tit-le partner della bet-at-home ICE Hockey League, la bundesliga austriaca di hockey su ghiaccio.[71][72] In passato, bet-at-home.com sponsorizza da tempo la squadra dei EHC Black Wings Linz (2006-2016). L'azienda è stata sponsor della squadra ceca HC Plzeň 1929[73] per la stagione 2011/2012 e della compagine tedesca Kölner Haie[74] per la stagione 2013/14. A livello internazionale bet-at-home.com è stata partner principale del IIHF World Championships.[75] Nel 2019/20, bet-at-home.com è stato partner della Champions Hockey League.[76] Fin nelle stagioni 2007/08,[77][78] così come anche in quelle 2011/12, 2012/13 e 2013/2014 nonché 2020/21, 2021/22 e 2022/23[79] bet-at-home.com è stata partner ufficiale del Four Hills Tournament.[80][81] Inoltre, nella stagione 2011/12, bet-at-home.com è stata per il secondo anno consecutivo sponsor ufficiale del FIS Team Tour[82][83] in Germania e partner ufficiale di tre appuntamenti della World Cup a Harrachov (Repubblica Ceca).[84] Infine, l'azienda è partner ufficiale del Bulgarian National Ski Jumping Team. bet-at-home.com è stato sponsor della Coppa del Mondo femminile 2019/20 a Oberstdorf.[85] A livello di sponsorizzazioni eventi, il bookmaker online è stato presente a due edizioni della Coppa del Mondo di sci nordico: nel 2009 a Liberec e nel 2013 in Val di Fiemme.[86]